# Cantó de Gimont
Gimont és un cantó del departament francès del Gers amb les comunes d'Ansan, Aubiet, Blancafòrt (Gers), Escòrnabueu, Gimont, L'Isleta e Arnès, Julhas, Luçan, Marçan, Maurens, Montiron, Sent Crabari, Senta Maria i Sent Sauvi.
| Data d'elecció                           | Identitat             | Partit           | Qualitat |
| ---------------------------------------- | --------------------- | ---------------- | -------- |
| 1982-                                    | Aymeri de Montesquiou | UDF, després UMP |          |
| les dades anteriors no són pas conegudes |                       |                  |          |

| 1962  | 1968  | 1975  | 1982  | 1990  | 1999  | 2006  |
| ----- | ----- | ----- | ----- | ----- | ----- | ----- |
| 5.699 | 6.504 | 6.111 | 6.133 | 6.226 | 6.245 | 6.666 |